# Biberg (Kipfenberg)

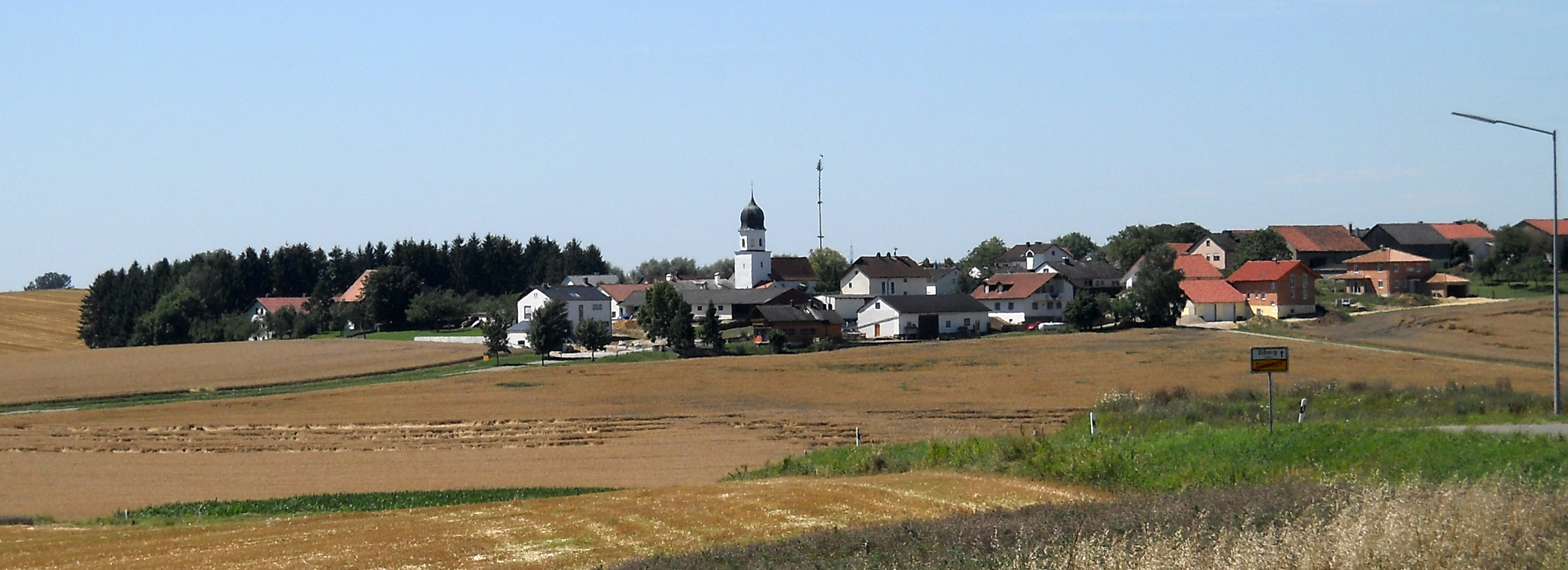
Biberg

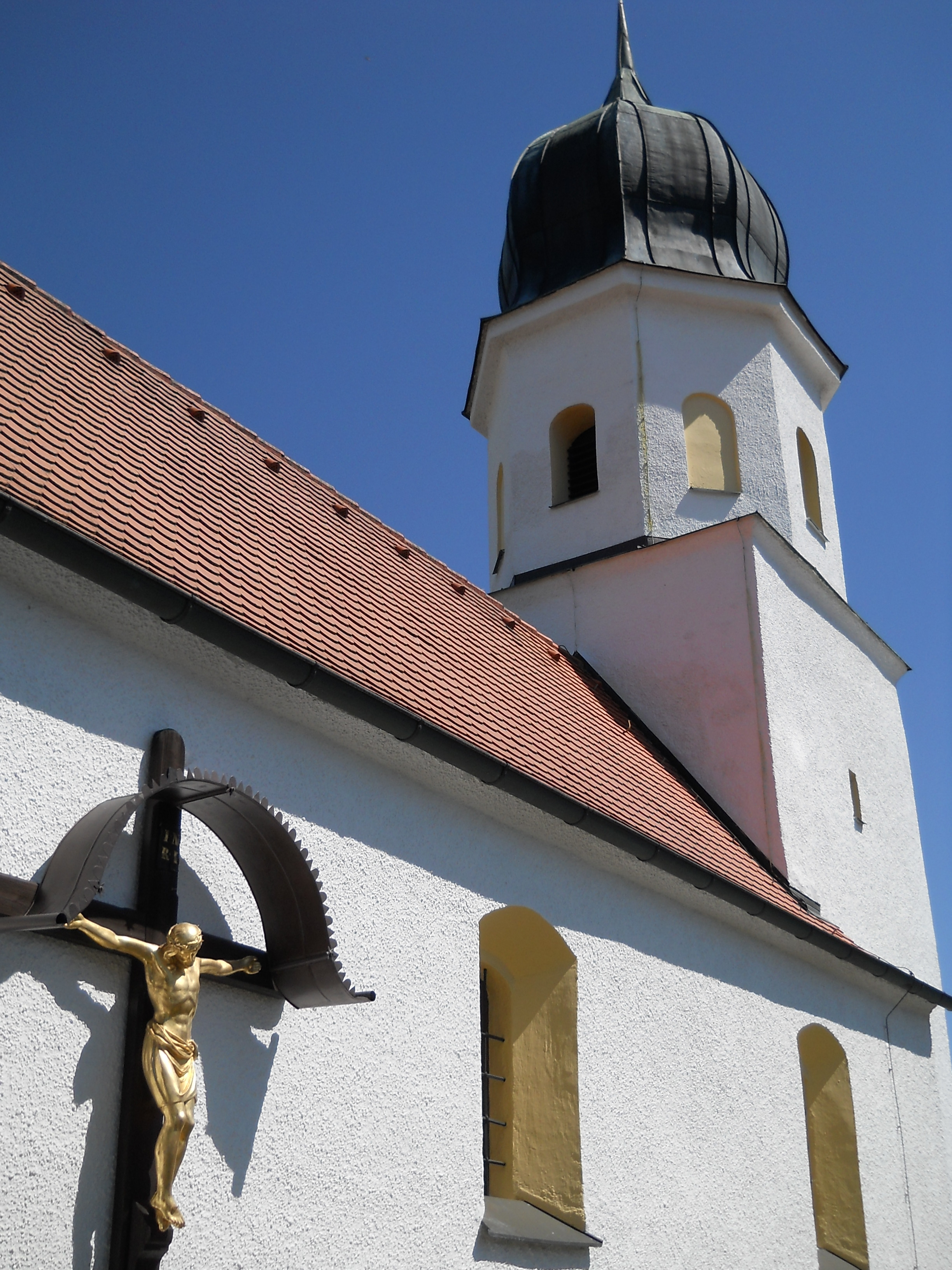
Kirche St. Andreas

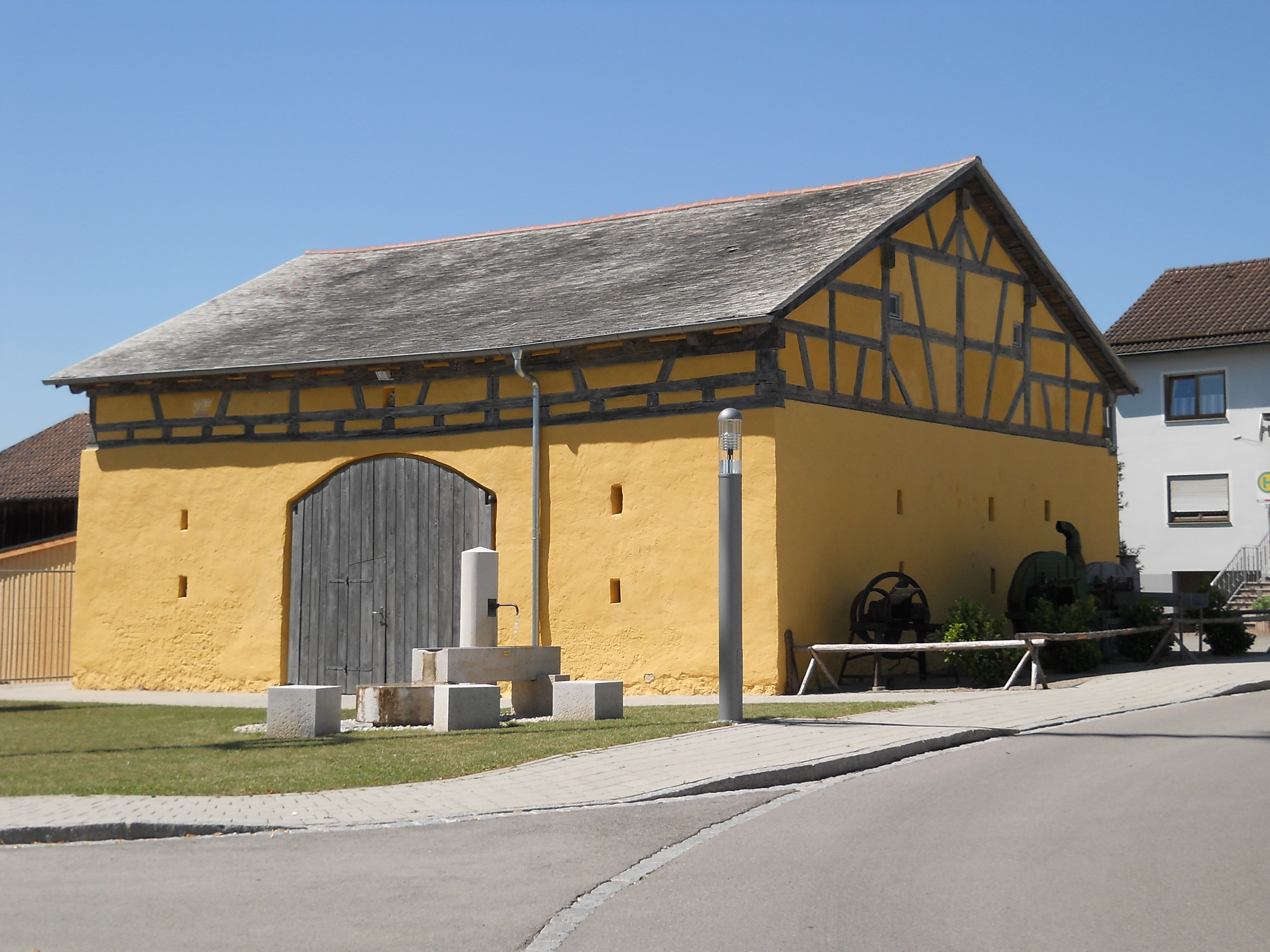
Renovierter Jura-Stadel in der Ortsmitte

Biberg ist ein Ortsteil des Marktes Kipfenberg im oberbayerischen Landkreis Eichstätt.

## Lage
Das Kirchdorf liegt auf der Hochfläche der südlichen Frankenalb südlich des Gemeindesitzes Kipfenberg und 20 km nördlich von Ingolstadt inmitten des Naturparks Altmühltal. Nachbarorte sind Schelldorf, Dunsdorf, Attenzell und Krut.

## Geschichte
In der Flurgemarkung Im Gschanz findet man die Reste einer spätkeltischen Viereckschanze.
Der Ort ist 1188 erstmals urkundlich erwähnt, falls er mit „Piburch“ gleichgesetzt werden kann. 1305 wurde das Dorf in der Auseinandersetzung um das Erbe der Hirschberger Grafen nach deren Aussterben mit Graf Gebhard VII. dem Hochstift Eichstätt zugesprochen. 1417 hatte auch Herzog Ludwig der Gebartete Besitzungen im Dorf. 1447 werden an Lehen in Biberg aufgeführt: 1 Spitallehen, 1 Pfalzpainter Lehen, 2 Kirchenlehen und 1 Absberg-Rumburger Lehen, das 1488 Rebdorfisches Lehen wird. 1756 bestand das Dorf aus zwei Höfen, neun Köblergütern und vier Leerhäusern. Bis zur Säkularisation gehörte Biberg zum unteren Hochstift Eichstätt und darin zum Pfleg- und Kastenamt Kipfenberg; diesem war auch das Köblergut des Eichstätter Spitals zugeordnet. Ein Hof unterstand dem Richteramt des Domkapitels Eichstätt.
Bei der Säkularisation kam das untere Hochstift und mit ihm Biberg 1802/03 an Großherzog Erzherzog Ferdinand III. von Toskana und 1806 an das Königreich Bayern. Dort gehörte das Dorf zum Landgericht Kipfenberg. 
1808 wurde aus Biberg, Krut und Schelldorf der Steuerdistrikt Schelldorf gebildet. 1818 wurden daraus wieder selbstständige Gemeinden. 1830 kam es zu einer erneuten Vereinigung von Krut und Biberg; das Dorf hatte zu dieser Zeit 96 Einwohner in 23 Anwesen. 1950 war die Einwohnerzahl auf 122 in wiederum 23 Anwesen gestiegen.
1968 wurde eine Flurbereinigung durchgeführt. Zum Bezirksamt, später zum mittelfränkischen Landkreis Eichstätt gehörend, schloss sich Biberg bei der bayerischen Gebietsreform am 1. April 1971 dem Markt Kipfenberg im Landkreis Eichstätt an. Am 1. Juli 1972 wechselte der Landkreis Eichstätt von Mittelfranken nach Oberbayern. 1983 hatte der Ort 301 Einwohner, die sich überwiegend landwirtschaftlich in drei Vollerwerbs- und elf Nebenerwerbsbetrieben betätigten. Im Dorf befinden sich kleine Geschäfte, eine Gaststätte sowie ein Sportplatz mit Tennisplätzen, einem Fußballfeld und einem Spielplatz. In der Nähe des Orts stehen zwei große Windenergieanlagen.

## Straßen
Am Steinberg (auch Attenzeller Straße), Am Wald, Am Weiher, Dorfstraße (auch Dunsdorfer Straße), Etzfeld, Gartenstraße (auch Schelldorfer und Kruter Straßen), Juraweg, Kapellenweg, Kirchplatz, Lindenweg, St.-Andreas-Straße 

## Katholische Filialkirche St. Andreas
Biberg (2007: 264 Katholiken) ist eine Filiale der Pfarrei Schelldorf, Dekanat Eichstätt im Bistum Eichstätt. Der Sakralbau vom Typ „Chorturmkirche“, ursprünglich eine mittelalterliche Anlage, wurde 1739 neu gebaut; die Sakristei an der Nordseite des Chores stammt von 1600 und hat ein Tonnengewölbe. Der quadratische Turm mit seiner „Birn-Kuppel“ erhielt seine heutige Höhe durch eine achteckige Aufstockung im Jahr 1747. Der Chor in ihm hat ein gratiges Kreuzgewölbe. 1930 wurde die Kirche restauriert. Eine Außenrenovierung fand 2005 statt.
Zur Ausstattung gehören barocke Altäre (1700–1720) und gotische Plastiken, unter anderem eine Figur des Kirchenpatrons aus der 1. Hälfte des 14. Jahrhunderts sowie zwei spätgotische Seitenfiguren (1470–80) am Hauptaltar, den hl. Nikolaus und den hl. Wolfgang darstellend. Eine „gute Schöpfung“ (Mader, S. 44) ist eine Marienfigur mit dem Jesuskind, das die Weltkugel hält, entstanden um 1510. Bei einer Generalrenovierung im Jahr 1990 wurden Deckengemälde freigelegt und Fresken überarbeitet.
Siehe auch: Liste der Baudenkmäler in Biberg.

## Sonstiges
In der Ortsmitte findet man einen renovierten Stadel in herkömmlicher Jura-Bauweise, an dem einige historische Erntemaschinen aufgestellt sind.

## Vereine
- Freiwillige Feuerwehr Biberg-Krut
- Sportclub Steinberg